# 백리향 (종)
백리향(百里香, Thymus quinquecostatus)은 한국·중국·시베리아 등지에 분포하는 낙엽반관목이다. 양지바른 바위밭이나 풀밭, 석회암 지대에서 많이 자라고 드물게는 해안 근처에서도 자란다. 줄기는 지표면에 퍼져서 곳곳에 뿌리를 내리며, 가지는 비스듬히 위로 뻗고, 높이 3-15cm이다. 잎자루는 아주 짧다. 잎은 마주나고, 달걀꼴 또는 긴타원형으로 가장자리가 밋밋하며, 길이 5-10mm이다. 2-3쌍의 깃모양의 잎맥이 있고, 양면에 샘점이 있다. 6-7월에 가지 끝에 짧은 꽃이삭이 달리고, 홍자색의 입술 모양을 한 꽃이 층을 이루어 핀다. 홍자색의 입술 모양을 한 꽃이 층을 이루어 핀다. 꽃부리는 길이 7-9mm이고, 꽃받침은 길이 5mm 정도이며 털이 있다. 식물체 전체에 티몰이 들어 있어 향기를 낸다.

## 쓰임새
백리향은 강한 향과 방부작용이 있어 시체를 보관하는 데 사용하였다. 또한 강한 항균작용 때문에 ‘가난한 이들의 항생제’라 불렸다. 그리스산 백리향 꿀이 유명하다.

## 아종
- 백리향 Thymus quinquecostatus Celak.
- 흰백리향 Thymus quinquecostatus for. albus Y.N.Lee

## 같이 보기
- 섬백리향 Thymus japonicus (H.Hara) Kitag.